# Spirorchis elegans
Spirorchis elegans és un platihelmint de la família dels diplostòmids.
Aquest trematode és un endoparàsit de tortugues, com ara la tortuga de Florida, la tortuga pintada o Pseudemys concinna. De cos fusiforme, pot amidar entre 1,5 i 3,6 mm, amb una raó longitud-amplada de 2,8-4,8:1. El gènere Spirorchis és considerat altament patogen, i les infeccions que causa acostumen a ser letals per les tortugues. La patogènesi està principalment relacionada amb la inflamació aguda provocada pels ous d'aquest paràsit que circulen pel cos de la tortuga. El trànsit d'ous afavoreix la formació de granulomes, que acaben provocant necrosi en els teixits afectats. També s'acostuma a produir una irritació constant del sistema digestiu, que es posa de manifest a través de diarrees, deshidratació o inanició. El 2013 un grup d'investigadors gallecs va detectar per primera vegada un brot mortal d'aquest paràsit en la tortuga d'estany (Emys orbicularis, una tortuga endèmica del mediterrani). Aquest platihelmint mai havia estat citat en una tortuga no americana, i aquesta infecció s'ha atribuït presumptament a la coexistència de la tortuga d'estany i la tortuga de Florida (espècie invasora) en els aiguamolls de Gándaras de Budiño.

## Cicle vital
Segons infeccions realitzades al laboratori, els ous de S. elegans (que normalment es troben en les femtes de l'hoste) es van incubar i les eclosions van tenir lloc entre 4 i 6 nits després, a la matinada. Els miracidis van penetrar els hostes intermedis, en aquest cas els gateròpodes Menetus dilatatus i Helisoma anceps. Els esporocists van aparèixer 9 dies després de la penetració en el fetge dels caragols. Les cercàries van aparèixer entre 17 i 20 dies després de l'exposició del caragol, i van atacar els ulls, les cloaques i les membranes mucoses de les tortugues. Entre 6 i 10 setmanes després, els ous de S. elegans van ser trobats en les femtes de les tortugues. Els adults d'aquest trematode van ser trobats al cor, cervell, artèries i fetge de les tortugues hostes mortes.